# Cao Futian
Cao Futian (chinois : 曹福田 ; pinyin : cáo fútián), mort en 1901, est un résistant nationaliste Chinois et l'un des chefs des Boxeurs pendant la révolte des Boxers.

## Biographie
Les origines de Cao Futian sont méconnues.
Avant la rébellion, Cao avait été un soldat, considéré comme un bandit « connu pour sa brutalité » par certaines sources. Il créa une milice à Tianjin, formée en majorité par des personnes analphabètes comme des ouvriers licenciés de compagnies ferroviaires, des fanatiques religieux chinois, des criminels ou des jeunes désœuvrés. Il était maître de Kung-Fu et un leader charismatique. Cao détestait les étrangers depuis la création de concessions étrangères en Chine, mais encore plus en raison de la propagation du christianisme par des missionnaires. Il considérait que les chrétiens chinois devraient être expulsés pour avoir porté atteinte à la pureté de la culture chinoise. D'abord hostile à l'Armée impériale de Chine, il la combattit en août 1899. Le gouvernement de la Dynastie Qing était divisé par rapport à la réaction à adopter face aux activités des Boxers, mais les éléments conservateurs de la cour étaient en leur faveur. Le Prince Duan, un fervent partisan de leur cause, organisa une rencontre entre Cao et l'Impératrice Douairière Ci Xi. Lors de la réunion, le prince héritier, porta un uniforme de Boxer pour montrer son soutien.
En 1900, il installe ses quartiers au 18 rue Hejia de la route Ruyyi'an du district de Hongqiao, qui est maintenant la Salle du Mémorial de la Rébellion des Boxers (Lu Zu Tang).
Le 14 juillet 1900, Tianjin est capturée par les forces de l'Alliance des huit nations après trois jours de combat. Cao est contraint de fuir à Jinghai. En mai 1901, il y est capturé par le gouvernement.
Cao Futian était également un chef spirituel pour les Boxeurs, et nombre d'entre eux croyaient qu'il avait des pouvoirs divins. Avec Zhang Decheng, un autre chef des Boxeurs, il était réputé d'avoir la capacité de faire disparaître son corps, et avait le pouvoir d'être à deux endroits différents à la fois.
Cao est mort en 1901, après avoir été arrêté à Jinghai pour avoir fomenté des conflits. Il y fut décapité,.